# Michelle Phan
Michelle Phan es una maquilladora y creadora de contenido estadounidense hija de padres vietnamitas, conocida por crear videos tutoriales de maquillaje y belleza en Youtube.  Fue portavoz de la empresa de perfumes y cosméticos Lancôme y posteriormente creó la línea de cuidado para la piel IQQU y em cosmetics.
Comenzó a crear videos y subirlos a Youtube el 18 de julio de 2006. Cuatro años después, en julio de 2010, la popularidad de sus tutoriales hizo que la nombraran como la primera estilista de belleza que se «hizo a sí misma» a través de Youtube. Para entonces, había creado más de 100 videos que habían sido reproducidos, en total, más de 150 millones de veces.
También es conocida por su apodo «Ricebunny», que utiliza en su sitio en la red social Xanga, desde 2004. Actualmente utiliza las redes sociales Twitter, Facebook e Instagram. Es cristiana no confesa.

## Biografía
Michelle Phan nació en Massachusetts, Estados Unidos. Tanto su padre como su madre nacieron en Vietnam. Vivió sus primeros años en Massachusetts, pero después de que sus padres se divorciaran se fue a vivir a Florida con su madre y su hermano. 
Comenzó su formación artística a los 12 años, edad en la que aprendió a pintar. Igualmente, desde pequeña observó a su madre maquillándose. Recordó que su familia era muy pobre y que su madre le aconsejó estudiar dermatología en Tampa Bay Technical High School. Sin embargo, más tarde Michelle la convenció de que su verdadera vocación era el arte, por lo que comenzó a estudiar ilustración. Cuando sus videos alcanzaron popularidad, dejó la universidad. Actualmente, vive del dinero que gana por ser una gurú de Youtube. Antes de su éxito, trabajó como camarera en un restaurante de sushi.

## YouTube
Todos sus videos son creados usando una MacBook Pro. Los populares tutoriales de belleza lanzados en el canal en Youtube han incluido su "Look Romántico de San Valentín", "Look para ojos más grandes y brillantes", "Maquillaje para gafas" y "Look de la máscara misteriosa". Su video más popular incluyen el "Tutorial de Lady Gaga en Bad Romance" con más de 45 000 000 visitas en YouTube, "Look Romántico de San Valentín" y "Vampiresa seductora". En enero usó efectos especiales en su nuevo video de Lady Gaga en Bad Romance, el primero para una gurú del maquillaje. Buzzfeed la perfiló el 23 de enero del 2009 durante la noche, convirtiéndolo en un video viral.
Su éxito en YouTube ha ganado su significativa prensa y reconocimiento de todo el mundo. Apareció en agosto de 2009 en la edición de la revista Seventeen; en St. Petersburg Times, el 23 de agosto de 2009; en el Sun Sentinel, el 24 de agosto de 2009 y en el popular blog BellaSugar, el 19 de abril de 2009. También apareció en un periódico chileno por su "Video Barbie". Recientemente, fue publicada en la edición de mayo de la revista Nylon. Como así también apareció en la revista Forbes. En 2010, fue contratada por Lancôme como su productora de videos en línea. Sus videos incluyen productos de belleza Lancôme.

### Otros trabajos
Phan trabajó como una patrocinada maquilladora del backstage Lancôme en el desfile de moda de Chris Benz durante la Semana de Moda Nueva York 2009. También hizo un backstage para el evento Colección Verano 2010 de Michael Kors. También fue la maquilladora para el Late Night Alumni's (de quien ella se expresó como una gran fanática) del video musical "Finally Found".
Ahora tiene su propia línea de Maquillaje llamada Em Cosmetics, razón por la cual ahora divide su tiempo entre California donde tiene su estudio de grabación Y New York donde tiene a la empresa L'oreal, quienes manejan la marca Em Cometics. Es también parte del JedRoot, Inc. familia de maquilladores.

## Filantropía
En respuesta a un caso de violencia sexual en Tampa, Phan ayudó a organizar un desfile de moda benéfico llamado "Fashion for Compassion" en septiembre del 2008, recaudando más de usd 20 000 para las víctimas.Cuenta con un canal en YouTube para recaudar dinero para diferentes organizaciones sin ánimo de lucro.

## Vida personal
Uno de sus pasatiempos es jugar a los videojuegos. Es una fanática de Final Fantasy. Asistió brevemente al Ringling College of Art and Design en Sarasota, Florida para estudiar Ilustración.
Actualmente vive en Los Ángeles, California.